# Ваља Нучетулуј (Прахова)
Ваља Нучетулуј (рум. Valea Nucetului) насеље је у Румунији у округу Прахова у општини Урлаци. Oпштина се налази на надморској висини од 219 m.

## Становништво
Према подацима из 2002. године у насељу је живело 428 становника, од којих су сви румунске националности.